# Geschichte der Stadt Bad Homburg vor der Höhe

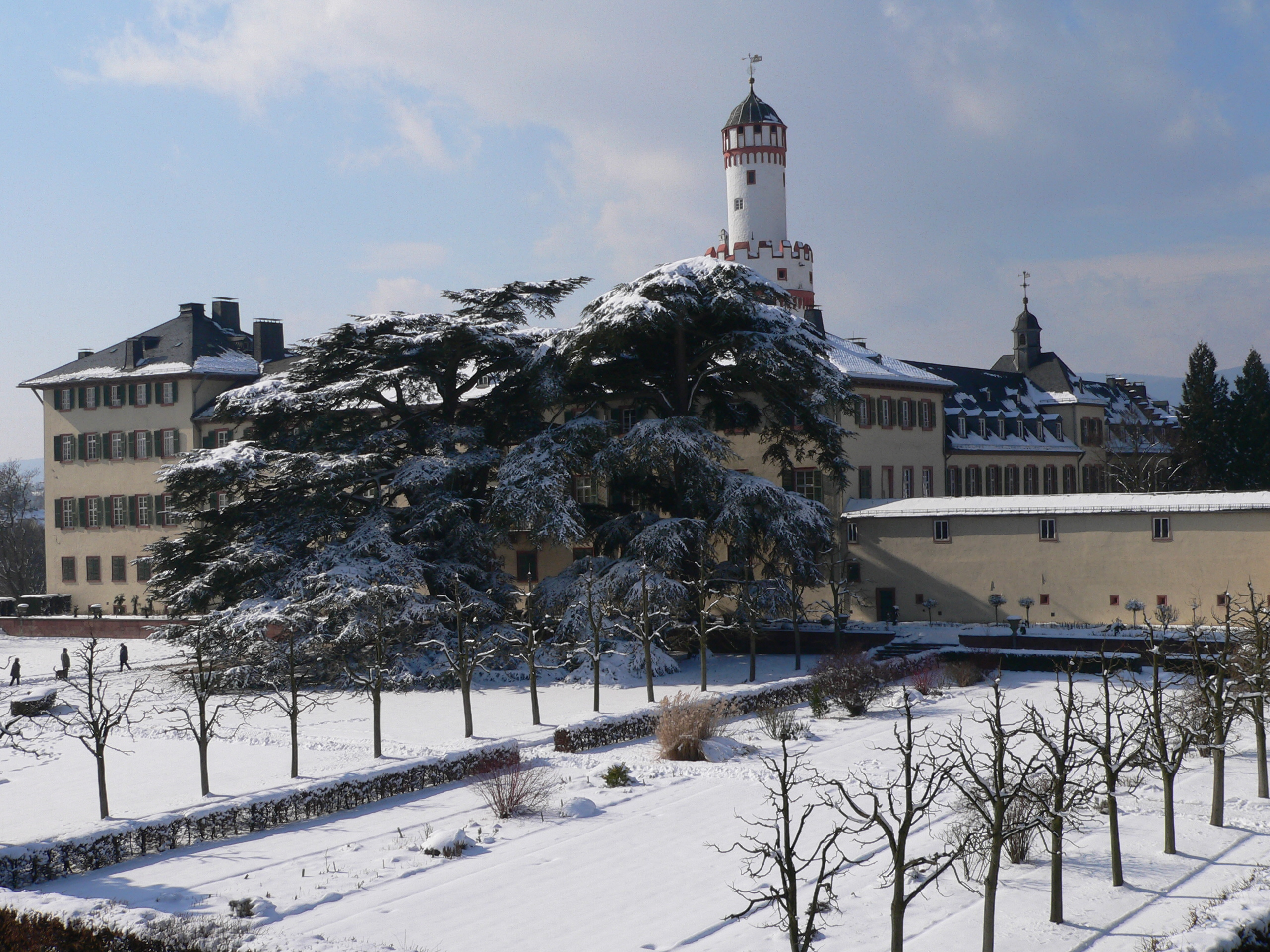
Schloss mit Turm

Die Geschichte der Stadt Bad Homburg vor der Höhe umfasst die Entwicklungen auf dem heutigen Gebiet der Stadt Bad Homburg vor der Höhe von der ersten Besiedlung bis zur Gegenwart. Sie lässt sich bis ins Hochmittelalter zurückverfolgen. Die Stadt hieß bis zum Jahr 1912 Homburg vor der Höhe.

## Vorgeschichte
Archäologische Untersuchungen auf dem Niederstedtener Feld beim Bau der Hochtaunus-Klinik Bad Homburg wiesen eine Siedlung der Rössener Kultur der Jungsteinzeit nach.
Die Besiedelung der Homburger Bucht erfolgte in römischer und fränkischer Zeit. In römischer Zeit verlief eine Verbindungsstraße zwischen dem Kastell Saalburg und Nida durch die spätere Homburger Gemarkung. Das Kastell Saalburg gehörte zu den Schutzanlagen des Obergermanisch-Raetischen Limes, der das Stadtgebiet ebenfalls berührt. Durch den heutigen Stadtteil Gonzenheim führte die zwischen Taunus und Wetterau verlaufende Weinstraße.

## Name
Der Name der Stadt, Homburg, leitet sich von der Burg Hohenberg ab. Die Siedlung um den Hohenberg im Südwesten, heute das Gebiet der oberen Altstadt, und das doppelt so große Haufendorf im „Tal“ im Nordwesten bildeten die Kerne der Doppelstadt. Die beiden Stadtteile wurden durch eine Binnenmauer getrennt und waren durch die „Güldene Pforte“ verbunden.
Der Namenszusatz vor der Höhe ist urkundlich wahrscheinlich 1399 erstmals belegt. „Die Höhe“ ist der traditionelle Name des Taunus, dessen heutige Bezeichnung sich erst ab dem 18. Jahrhundert durchsetzt.

## Mittelalter

### Ursprung
Im Früh- und Hochmittelalter zählte das spätere Homburg zum Niddagau. Die lokale Geschichtsschreibung ging traditionell davon aus, dass die dokumentierte Geschichte der Stadt Bad Homburg vor der Höhe mit einer Erwähnung für das Jahr 782 im Lorscher Codex beginnt, als ein Teil der Kirche zu Dietigheim dem Kloster geschenkt wird. Dort wird eine „Villa Tidenheim“ genannt und mit der als „Dietigheim“ bezeichneten Talsiedlung gleichgesetzt. Auch in Straßennamen kam dies zum Ausdruck. Allerdings ergaben archäologische Ausgrabungen der Johann-Wolfgang-Goethe-Universität Frankfurt am Main 2002 keine Hinweise auf eine Ansiedlung in der Altstadt zwischen der Zeitenwende und dem 13. nachchristlichen Jahrhundert.

### Territoriale Zugehörigkeit
Bis zum Jahr 1013 war der Bereich des heutigen Bad Homburg Reichsgut, danach war der Pfalzgraf bei Rhein der Lehnsherr von Homburg. Ende des 12. Jahrhunderts erwarb Gottfried I. von Eppstein die Rechte über Homburg und die Comitia zum Stulen von Wortwin von Homburg. Dessen erste urkundliche Erwähnung stammt aus der Zeit um 1178; dort erscheint ein Ortwino de Hohenberch als Zeuge für Eberhard I. von Dornberg. Es wird vermutet, dass er der Erbauer der Burg Homburg war, ihr seinen Namen gab und diese somit als sein Allod an die von Eppstein verkaufen konnte. Die Burg wurde mit Burgmannen besetzt, die teilweise die Burg als Lehen erhielten (Ritterfamilie Brendel von Hoenberg (Homburg) als Dienstmannen). 1487 verkaufte Graf Gottfried IX. von Eppstein Burg, Stadt und Amt an Graf Philipp von Hanau.
Homburg war in den Jahren 1294 bis 1330 an die Grafen von Katzenelnbogen und von 1361 bis 1433 an die Grafen von Eppstein, 1433–86 Eppstein-Münzenberg als Lehen vergeben. 1486 verkaufte Gottfried IX. von Eppstein mit Einwilligung des hessischen Landgrafen Schloss und Stadt Homburg samt den zugehörigen Dörfern Seulberg, Oberstedten, Niederstedten, Dornholzhausen und Köppern, der Obermärkerschaft, dem Hofgericht zu Ober-Erlenbach und weiteren Rechten für 19.000 Gulden an Graf Philipp I. (den Jüngeren) von Hanau-Münzenberg, der damit auch seitens des Landgrafen von Hessen belehnt wurde.
Die Hanauer Grafen behielten das Amt aber nicht lange. 1504 standen sich Hessen und Hanau im Landshuter Erbfolgekrieg als Gegner gegenüber, Hessen auf bayerischer, Hanau auf pfälzischer Seite. Landgraf Wilhelm II. beschlagnahmte daraufhin das Amt Homburg. Auf dem Reichstag von Worms kam es 1521 zu einem Vergleich durch die Vermittlung Kaiser Karls V.: Gegen Zahlung einer Summe von 12.000 Gulden verzichteten die Grafen von Hanau auf ihre Ansprüche hinsichtlich Homburg. 1539–59 war Homburg erneut bei Hanau-Münzenberg, diesmal verpfändet und 1559–68 bei Reifenberg.

### Burg
Im Jahr 1962 wurden bei archäologischen Ausgrabungen unter dem Hirschgangflügel des Bad Homburger Schlosses zwei Brandschichten entdeckt, die nach Interpretation des Ausgräbers Günther Binding auf zwei nacheinander errichtete, aber jeweils abgebrannte Turmburgen hinwiesen. Erneute Grabungen der Johann Wolfgang Goethe-Universität Frankfurt am Main im April 2006 wiesen drei frühe Besiedlungsphasen nach:
- In der untersten erfassten Kulturschicht, direkt über dem gewachsenen, aus Grünschiefer bestehenden Boden, kamen Pfostenspuren eines Gebäudes zum Vorschein, deren C14-Bestimmung zu einer Datierung um 1180 passen.
- Die folgende Phase belegt, dass dieses Bauwerk schon nach kurzer Nutzungszeit abgerissen wurde oder abbrannte. Das Gelände wurde sehr rasch planiert und darauf ein Gebäude in Fachwerktechnik errichtet. Es hatte rund hundert Jahre Bestand, ging dann ebenfalls in einem Brand unter und wurde in der
- dritten Phase durch Stein-Mörtel-Bauten abgelöst. Es handelt sich dabei aller Wahrscheinlichkeit nach um die ab dem 14. Jahrhundert auch schriftlich nachgewiesene Burg der Brendel von Homburg.

Eine weitere Ausgrabung, die das Landesamt für Denkmalpflege Hessen in der an das heutige Schloss angrenzenden Orangeriegasse im November 2010 durchführte, erbrachte Keramiken aus dem 12./13. Jahrhundert. Dies entspricht zeitlich der urkundlich nachgewiesenen, durch Ortwin von Hohenberch (oder: Wortwin, wie er in den Eppsteinschen Lehensverzeichnissen genannt wird) um 1180 errichteten Burg. Ortwin leistete damit einen Beitrag zur Sicherungslinie Frankfurt–Gelnhausen–Büdingen–Ortenberg–Münzenberg–Friedberg–Hohenberch (Bad Homburg vor der Höhe), die Kaiser Friedrich Barbarossa um die Wetterau errichtete.
Die Burg war Allod. Ortwin hatte weiter zwei Lehen vom Pfalzgrafen inne, die vor ihm Werner von Braunshorn besessen hatte. Eines oder auch beide Lehen (die Quelle ist hier nicht eindeutig) veräußerte er zusammen mit der Burg nach 1197 an Gottfried I. von Eppstein. Dies ergibt sich aus einer Stelle in den Eppsteinschen Lehensverzeichnissen, in welchen der Zusammenhang des Verkaufs geschildert wird. Er besetzte die Burg mit Burgmannen, die diese teilweise auch als Lehen erhielten, etwa die Ritter Brendel von Hoenberg (Homburg).
Der Schreiber des Eppsteinschen Lehensverzeichnisses berichtet darüber hinaus noch über den Vorbesitzer des einen der beiden genannten Lehen: Friedrich von Hausen. Diese außergewöhnliche Erwähnung, verbunden mit einer Hervorhebung im Original, lässt vermuten, dass es sich bei Friedrich von Hausen um den Minnesänger und Freund Friedrich Barbarossas handelt, der 1190 auf dem Dritten Kreuzzug starb.

### Stadt

Wappen der Stadt Bad Homburg vor der Höhe

Der Befund der Grabung von 2010 legt nahe, dass zugleich mit der Burg eine Siedlung entstand, auf die die heutige Stadt zurückgeht. Zugleich stellt die Erwähnung des Ortwin von Hohenberch in der Eberbacher Zeugenreihe von etwa 1180 den ersten konkreten urkundlichen Beleg für Homburg dar.
In Bad Homburg gab es zwei Kirchen: die St. Georgs-Kirche und die Liebfrauenkirche vor dem Untertor, die Stadtkirche in der oberen Altstadt. Das Patronat gehörte dem Propst von Ilbenstadt. Homburg lag im Erzbistum Mainz. Kirchliche Mittelbehörde war das Archidiakonat des Propstes von St. Peter in Mainz, Dekanat Eschborn.
Homburg erlangte wahrscheinlich um 1330 Stadt- und Marktrecht, wobei die genaue Form der Verleihung unbekannt ist; eine entsprechende Urkunde liegt nicht vor. Burgherren waren zu dieser Zeit die Brendels. Die Stadt wurde von einer unvollendet gebliebenen Ringmauer umschlossen, durch die die Ober- und die Unterpforte führte. Seit dem 15. Jahrhundert gab es zwei Wochenmärkte, die auch noch heute regelmäßig stattfinden. Vom 14. bis ins 19. Jahrhundert war Landwirtschaft der Haupterwerb der Bürger.
Im Jahr 1335 lebten zehn jüdische Familien in Homburg vor der Höhe.
1436 wurde erstmals ein Stadtrat für die Altstadt erwähnt. Im 16. Jahrhundert bestand er aus 12 Schöffen des Gerichts, welche als Schöffenrat, Großer oder „Älterer Rat“ bezeichnet wurden und das Verwaltungsgremium bildeten, sowie 6 Ratsverwandten, welche als „Kleiner“ oder „Jüngerer Rat“ bezeichnet wurden und den Älteren Rat ergänzten. Die beiden Bürgermeister wurden aus beiden Ratskollegien gewählt. Sie führten das Rechnungswesen. Der von der Landesherrschaft bestellte Schultheiß stand dem Rat vor und unterstand der Aufsicht des Kellers oder Amtmannes.

### Historische Namensformen
- Hohenberch (12. Jahrhundert)
- Hohenberg (13. Jahrhundert)
- Hohenberch (13. Jahrhundert)
- Hoenberg (13. Jahrhundert)
- Hoenberch (13. Jahrhundert)
- Hohinberg (13. Jahrhundert)
- Hohinberch (13. Jahrhundert)
- Hoinberg (13. Jahrhundert)
- Hoinberch (13. Jahrhundert)
- Hoemburg (1268)
- Homberg (14.–16. Jahrhundert)
- Homburg (14.–16. Jahrhundert)

## Frühe Neuzeit

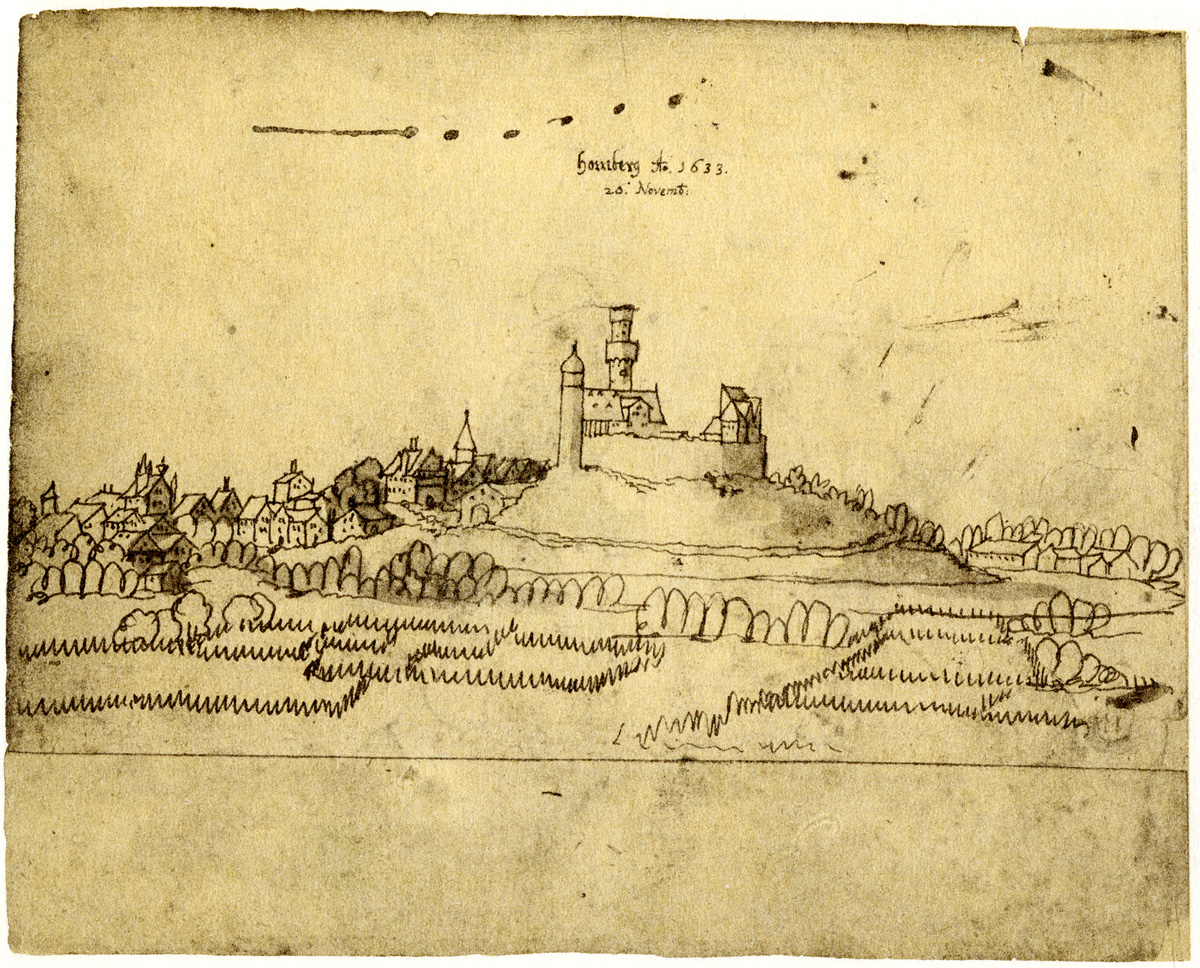
Valentin Wagner: Ansicht Homburgs von Norden 1633.

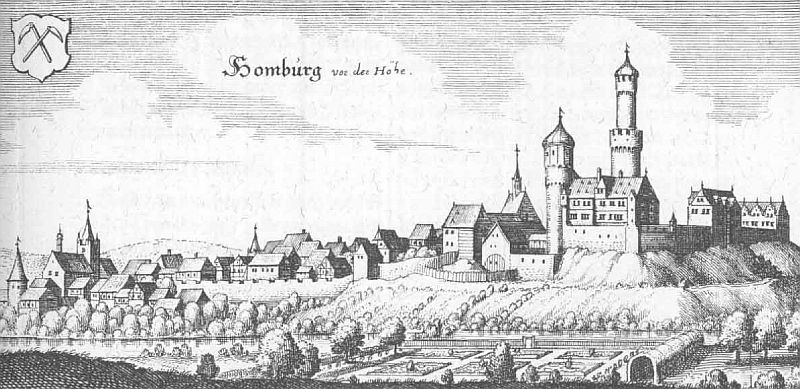
Bad Homburg – Auszug aus der Topographia Hassiae von Matthäus Merian, 1655

Bruchscher Stadtplan von 1787

Bereits 1527 wurde die Reformation eingeführt. Die Stadt wurde lutherisch.
Bei der hessischen Landesteilung nach dem Tod des Landgrafen Philipp I. 1567, fielen Burg, Amt und Stadt Homburg für zehn Jahre an die Grafen von Diez, 1577 an Landgraf Philipp II. von Hessen-Rheinfels und 1583 an Hessen-Darmstadt. Bei einer weiteren Teilung innerhalb von Hessen-Darmstadt wurde 1622 die Nebenlinie Hessen-Homburg mit Friedrich I. begründet.
1529 wurde eine jüdische Gemeinde in der Judengasse der Neustadt angesiedelt. Bis 1750 stieg die Zahl jüdischer Familien auf zehn an. 1684 und 1734 wurden Judenordnungen erlassen.
Mitte des 16. Jahrhunderts gab es eine Lateinschule und eine Mädchenschule.
Zwischen 1603 und 1656 wurden mindestens 61 Frauen und 14 Männer aus Homburg und den damals zum Amt Homburg gehörenden Orten Seulberg, Köppern, Gonzenheim und Oberstedten während Hexenverfolgungen auf dem Platzenberg hingerichtet. Prominentestes Opfer war Ottilia Preußing. 2012 sprach die Stadt Bad Homburg vor der Höhe eine Rehabilitation der Opfer der örtlichen Hexenprozesse aus und stellte im Juli 2017 eine Gedenktafel am alten Rathausturm auf.
Friedrich II. (1633–1708) wurde als „Prinz von Homburg“ berühmt. Er ließ die Brendelsche Burg zum Schloss umbauen, das in seinen Grundzügen bis heute erhalten ist. Auch ließ er 1692 eine Münzstätte errichten und zeitgleich an den Hängen des Taunus nach Gold suchen, der Name des Taunusberges Goldgrube und die gleichnamige Grube verweisen darauf. Die Münze wurde allerdings schon bald wieder geschlossen, da Hessen-Darmstadt ein Münzrecht der Seitenlinie Hessen-Homburg erfolgreich bestritt. Geprägt wurden Dukaten, Doppelalbus und Gulden.
1611 gab es zwei und seit dem 18. Jahrhundert sechs Jahrmärkte. Seit 1851 gibt es nur noch den Weihnachtsmarkt.
Seit dem Mittelalter waren – neben dem Ackerbürgertum – Handel und Gewerbe in Homburg ansässig, wobei die Produktion von Wolle und Tuch eine bedeutende Rolle spielte und in Zünften organisiert war. Weitere kamen seit dem 17. Jahrhundert hinzu. Die Errichtung der Residenz, der Bau der Louisenstadt und der Zuzug von Hugenotten ließen Handwerk, Handel und Gewerbe aufblühen. Hergestellt wurden Hüte, Leder und Tuche. Von 1660 bis 1664 und von 1680 bis 1740 wurde Salz und von 1679 bis 1684 Glas in einem landgräflichen Monopol hergestellt.
Seit 1686 konnten sich reformierte Hugenotten und deutsche Reformierte in Homburg ansiedeln. Ihre Gemeinde war von 1686 bis 1733 mit der von Friedrichsdorf und 1716–1765 mit der von Dornholzhausen vereinigt. 1724 konnte die reformierte Gemeinde eine eigene Kirche, die Jakobskirche, einweihen.
1703 erhielten auch die Bewohner der Neustadt das Bürgerrecht und durften von da an in den Rat gewählt werden. Für die Angelegenheiten der Neustadt wurden zwei Vorsteher mit einer Amtszeit von drei Jahren gewählt. 1774 wurde der Kleine Rat aufgelöst und aus dem Großen Rat der Stadtrat mit 12 Ratsherren gebildet. Hinzu traten drei Abgeordnete aus Alt- und drei aus der Neustadt, mit beratender Stimme und Einspruchsrecht ausgestattet. Bürgermeister und Stadtkassierer wurde ebenfalls seit 1744 für unbestimmte Zeit von den landgräflichen Behörden ernannt.
In der zweiten Hälfte des 18. Jahrhunderts wurde unter dem Einfluss der physiokratischen Wirtschaftslehre der Obstanbau maßgeblich gefördert.
In Homburg vor der Höhe bestand seit dem späten Mittelalter eine jüdische Gemeinde. 1639 werden elf Juden gezählt. Die Zahl der Juden stieg im weiteren Verlauf deutlich an. Im Jahr 1803 waren es 105 Familien und um 1925 bestand die jüdische Gemeinde aus etwa 400 Personen (also 2,5 % der damals etwa 16.000 Einwohner). Eine erste Synagoge wurde 1732 geweiht. Diese wurde bis 1866, dem Jahr der Errichtung der neuen Synagoge – Architekt war Stadtbaurat Christian Holler – benutzt. Mitte des 19. Jahrhunderts bekannten sich 10 % der Homburger Bevölkerung zum jüdischen Glauben. Die jüdische Gemeinde hörte nach der Zerstörung der Synagoge in der Pogromnacht 1938 und der Deportation der letzten Bad Homburger Juden im Jahre 1942 auf zu existieren. Aktuell leben ca. 300 Juden in Bad Homburg, vornehmlich aus der ehemaligen Sowjetunion, sowie weitere 300 jüdische Bürger im Umland von Bad Homburg.

## 19. Jahrhundert
1815 wurde die Landgrafschaft Hessen-Homburg wegen der Verdienste der Söhne des Landgrafen im Kampf gegen Napoleon auf dem Wiener Kongress als Kleinststaat in seiner Existenz bestätigt und durch Meisenheim am Glan vergrößert. Bei dieser Entscheidung spielte auch eine Rolle, dass Prinzessin Marianne von Hessen-Homburg mit Prinz Friedrich Wilhelm Karl verheiratet war, einem Bruder des preußischen Königs Friedrich Wilhelm III.
Seit 1820 konnten die Bürger die Ratsherren selbst wählen; diese hatten allerdings nur beratende Funktion. 1832 bestand der Rat aus einem Stadtschultheiß, vier Stadträten, vier Ratsherren, einem durch diese gewählten Stadtrechner und je einem Vorsteher der sechs Stadtteile. 1848 erhielten die Juden die staatsbürgerliche Gleichstellung. Nach der gesetzlichen Verordnung vom 1. September 1849 bestand der Rat aus einem Bürgermeister, zwei Beigeordneten und zwölf Gemeinderäten, die von den (männlichen) Bürgern frei gewählt wurden. Diese Errungenschaft der Revolution von 1848/49 wurde in der folgenden Reaktionsära aber bald wieder zurückgenommen und seit 1852 ernannte der Landgraf und dessen Regierung den Bürgermeister und die Beigeordneten.
Im Jahr 1866 fiel Homburg nach dem Tod des letzten Landgrafen von Hessen-Homburg (Ferdinand starb kinderlos am 24. März 1866) an das Großherzogtum Hessen-Darmstadt. Die neuen Herrscher ließen das Schloss Bad Homburg weitgehend leer räumen.
Das Großherzogtum stand im Preußisch-Österreichischen Krieg 1866 auf der Seite der Verlierer. Im Friedensvertrag vom 3. September 1866 musste es daher unter anderem Homburg an Preußen abtreten.
Der neue Herrscher und spätere Kaiser Wilhelm I. zog am 17. August 1868 in Bad Homburg ein. Er und seine Frau ließen den Königsflügel des Schlosses neu einrichten.
Von 1867 bis 1971 war Homburg Sitz der Kreisverwaltung des Obertaunuskreises. In preußischer Zeit gehörte es zur Provinz Hessen-Nassau.

### Kultur und Kurbetrieb

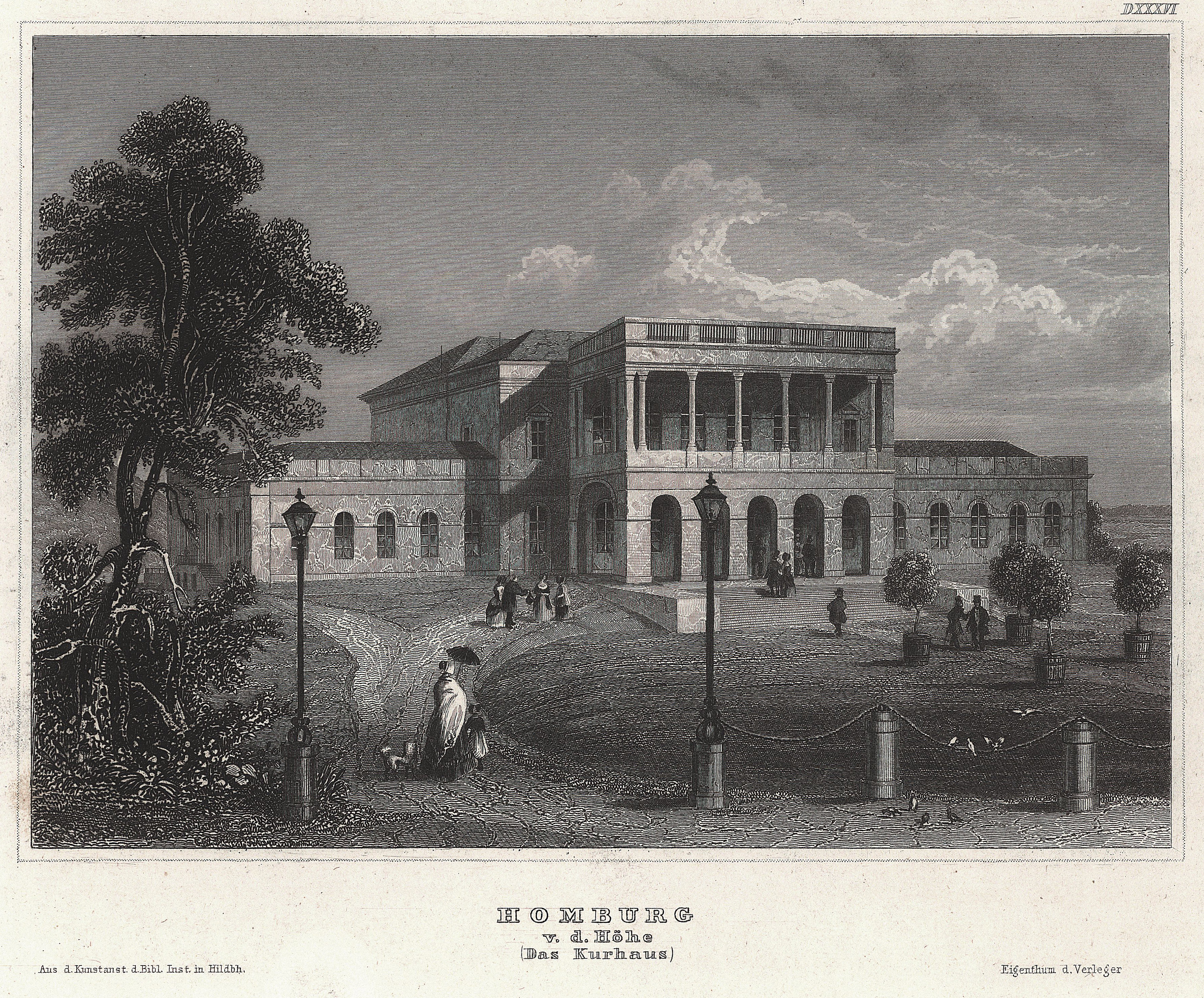
Das Kurhaus mit Spielbank um 1847

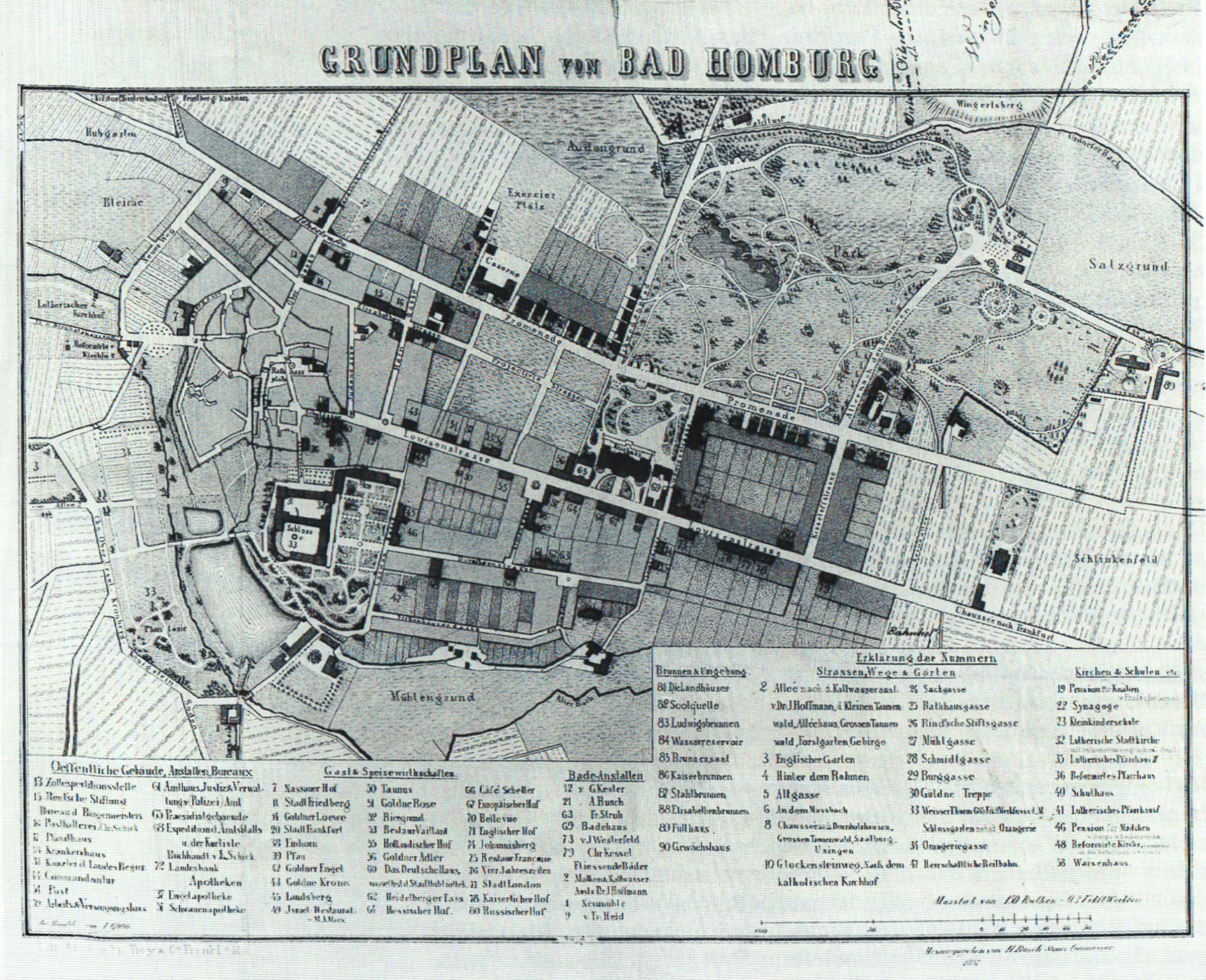
Stadtplan von 1857

Seit 1814 fanden in Homburg wieder römisch-katholische Gottesdienste statt. 1831 wurden die lutherische, die reformierte, die römisch-katholische und die israelitische Elementarschule zu einer „Allgemeinen Bürgerschule“ vereinigt.
Der Kurbetrieb begann mit der (Wieder-)Entdeckung des Elisabethenbrunnens im Jahr 1834 durch den Homburger Arzt Dr. Eduard Christian Trapp, dem die Entwicklung zum Heilbad zu verdanken ist. Das erste Kursaalgebäude und die erste Spielbank in Homburg wurden 1841/42 durch die Zwillingsbrüder François Blanc (* 1806; † 1877) und Louis Blanc (* 1806; † 1852) errichtet, die später auch die Spielbank von Monte Carlo übernahmen. Deswegen wird die Bad Homburger Spielbank auch als Mutter von Monte Carlo bezeichnet. Homburg vor der Höhe wurde so zu einem international berühmten Bad, und insbesondere vom russischen Adel geschätzt. 1854 wurde die Landgräflich Hessische concessionierte Landesbank in Homburg als Notenbank in der Landgrafschaft Hessen-Homburg gegründet.
Den ausländischen Gästen waren auch zwei exotische Kirchen geschuldet: 1868 wurde die Englische Kirche eingeweiht, 1899 die Russische Kapelle.
Kaiserin Friedrich bewohnte als Witwe bis zur Fertigstellung ihres Witwensitzes, Schloss Friedrichshof in Kronberg, 1894 das Bad Homburger Schloss. Häufiger Gast war ihr Bruder, der englische Kronprinz und spätere König Eduard VII., der den Homburger Hut und die „umschlagfreie Gesellschaftshose“ einführte. 32 Mal war er in Homburg zur Fastenkur. Nach 1894 nutzte Kaiser Wilhelm II. das Homburger Schloss als Sommerresidenz.
Der heute im Bad Homburger Stadtteil Dornholzhausen in den Röderwiesen gelegene Golfclub Bad Homburger Golf Club 1899 e.V. ist der älteste in Deutschland. Seine Anfänge hatte er im Bad Homburger Kurpark, wo sich das alte Clubhaus und noch bespielbare Teile des alten Golfplatzes befinden. Seit 2013 führt er die Bezeichnung Royal Homburger Golf Club 1899 und ist einer der 63 königlichen Golfclubs auf der Welt.
1895 wurde die römisch-katholische Marienkirche geweiht, 1908 die Erlöserkirche im Beisein des Kaiserpaars.
Das Gordon-Bennet-Rennen 1904 rückte Homburg vor der Höhe in den Mittelpunkt der Sportwelt.
1912 durfte die Stadt aufgrund einer landespolizeilichen Anordnung des Wiesbadener Regierungspräsidenten seinem Namen ein „Bad“ voranstellen und sich Bad Homburg vor der Höhe nennen.

### Wirtschaft und Verkehr

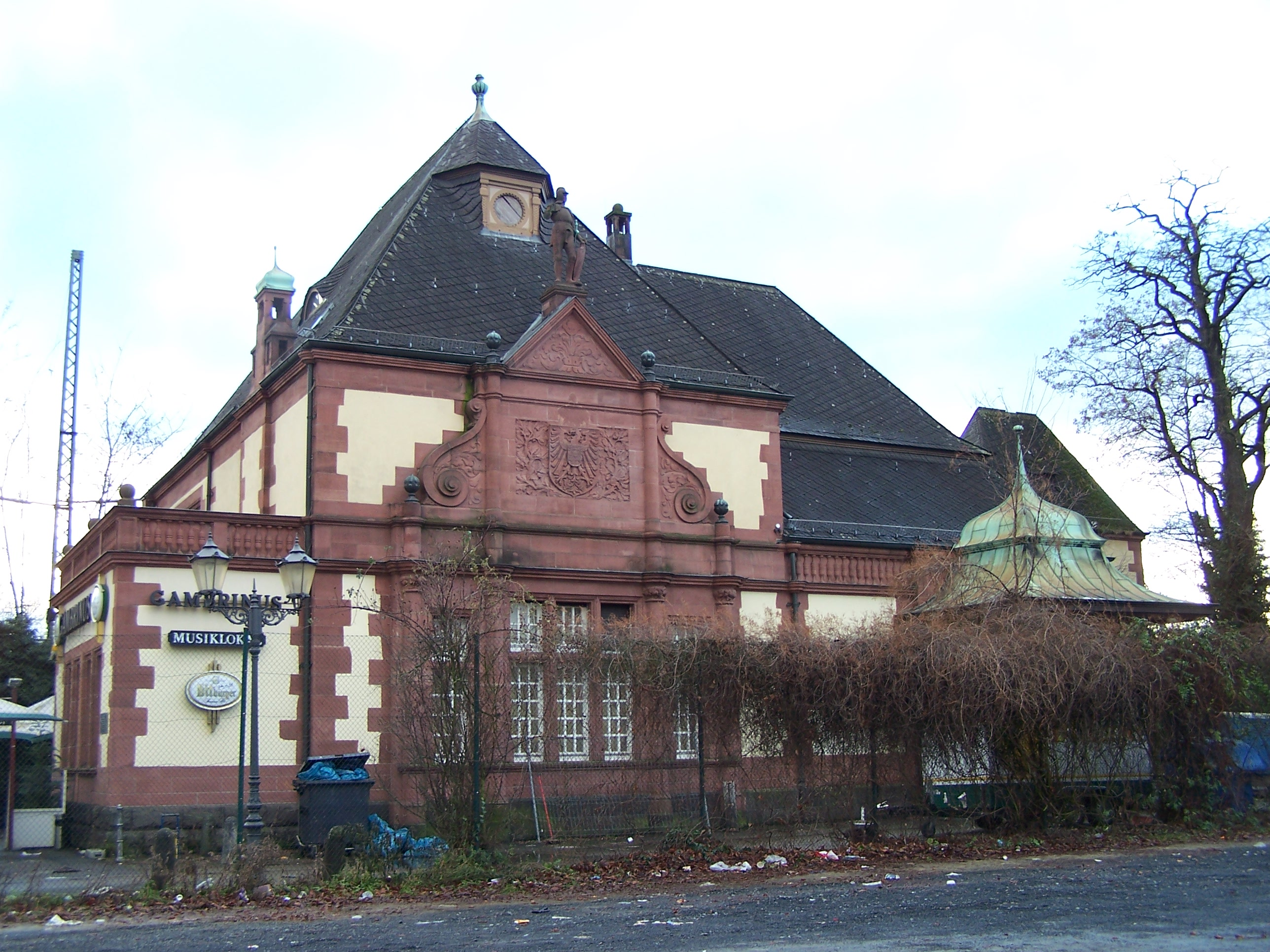
Fürstenbahnhof

1860 wurde die Stadt durch die Homburger Bahn mit Frankfurt verbunden und 1895 über Friedrichsdorf bis Usingen verlängert. 1901 kam noch die Bahnstrecke Friedrichsdorf–Friedberg hinzu, womit – nach Bau einer Verbindungskurve bei Höchst – die Bäderbahn Bad Nauheim–Wiesbaden 1911 vollendet wurde. 1907 wurden die bis dato existierenden zwei Kopfbahnhöfe in Homburg vor der Höhe durch einen gemeinsamen Durchgangsbahnhof ersetzt. Besonders bemerkenswert an dieser Anlage ist der Fürstenbahnhof.
Nach dem Ersten Weltkrieg entstand Textil-, Leder-, Maschinen- (Horex-Columbuswerk, PIV-Antrieb) und Nahrungsmittelindustrie (TAG). Die Peters Pneu Renova war Europas größtes Unternehmen für Reifenrunderneuerung.

### Feuerlöschwesen
Die Freiwillige Feuerwehr der Stadt gründete sich am 15. Juni 1859 im Gasthaus „Zur Rose“. Am 16. Oktober 1868 kam es in Homburg zu einer ersten überörtlichen Feuerwehrtagung im hessen-nassauischen Gebiet, auf dem die Gründung eines Feuerwehrverbandes für den Regierungsbezirk Wiesbaden oder für die Provinz Hessen-Nassau beantragt wurde. Der Deutsch-Französische Krieg 1870/71 unterbrach vorerst weitere Verhandlungen, sodass letztlich die Gründung des Nassauischen Feuerwehrverbandes erst am 27. Juli 1872 in Wiesbaden erfolgte.

## 20. Jahrhundert

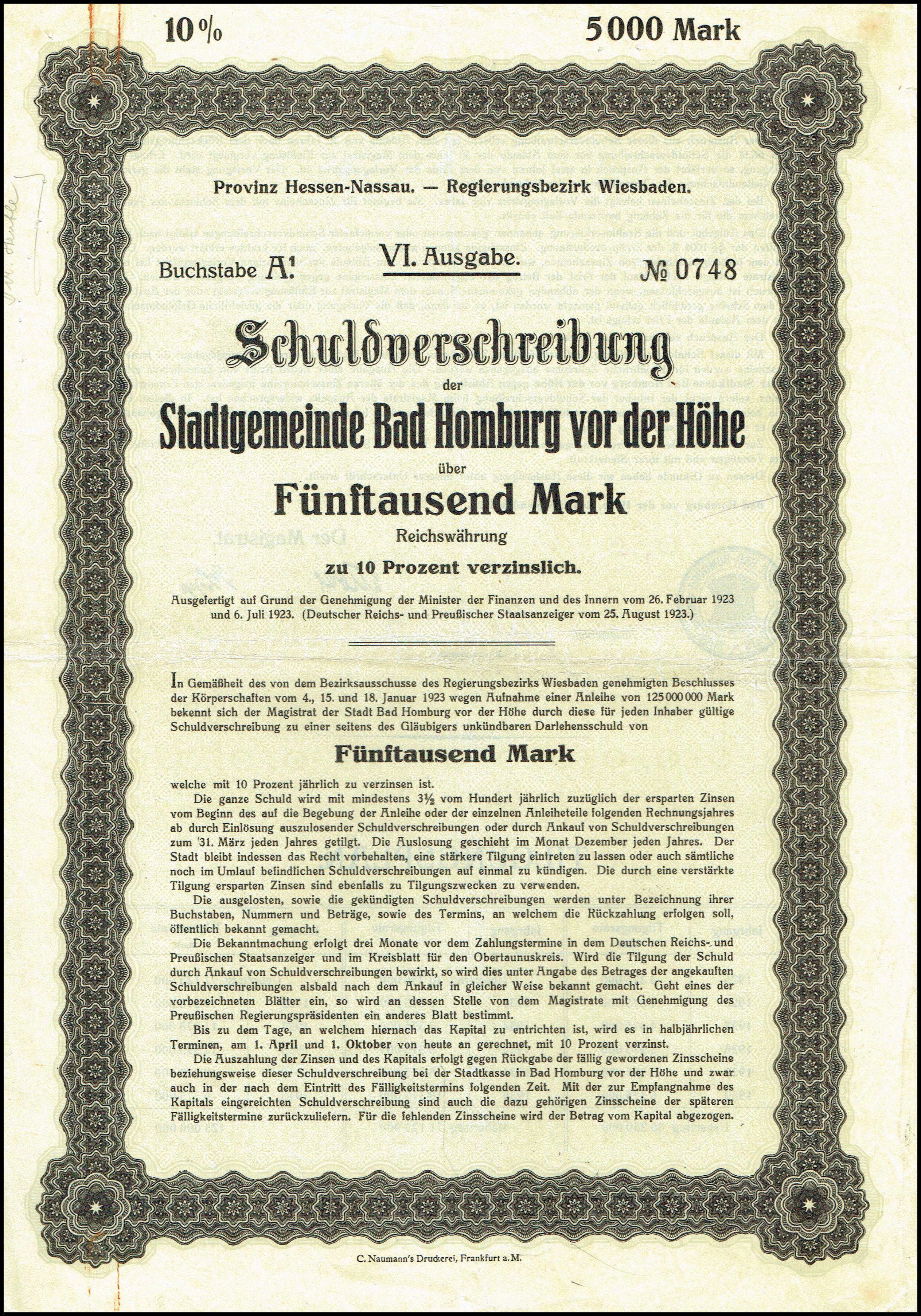
10%-Schuldverschreibung der Stadtgemeinde Bad Homburg von 1923

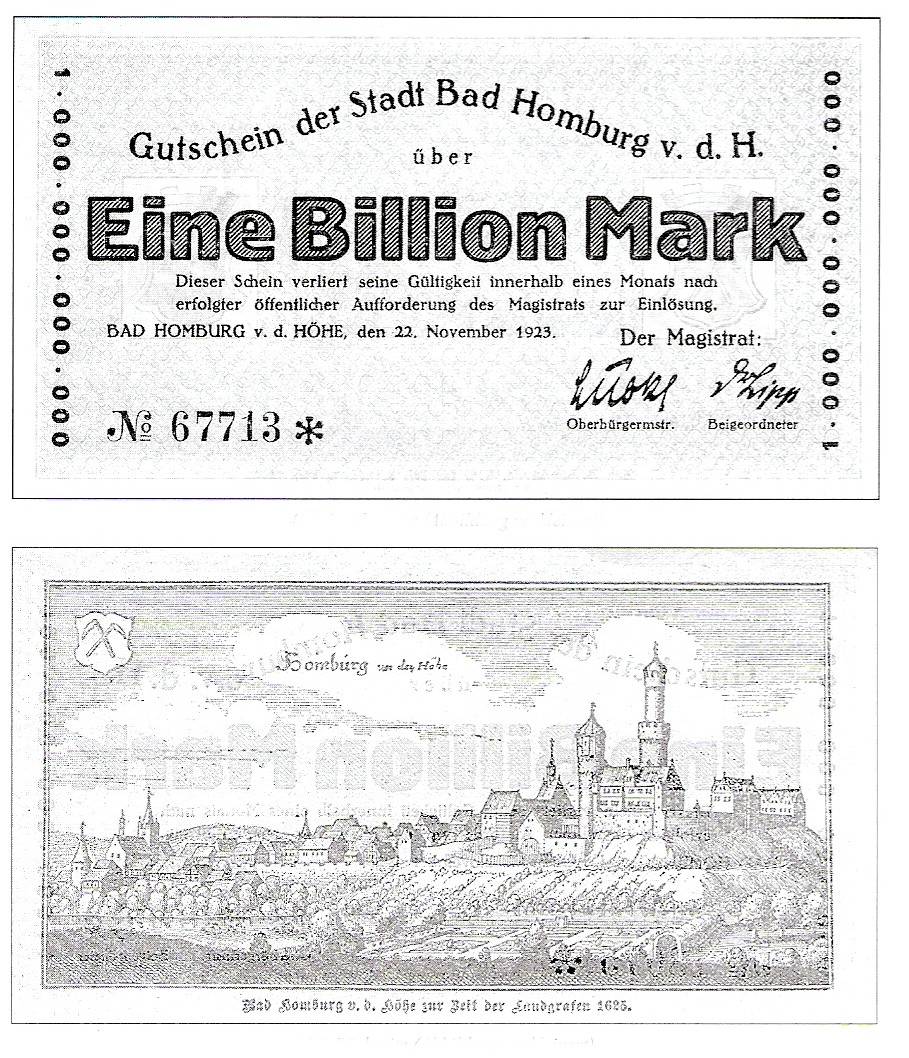
Eine Billion Mark: Notgeld Bad Homburg vom 22. November 1923

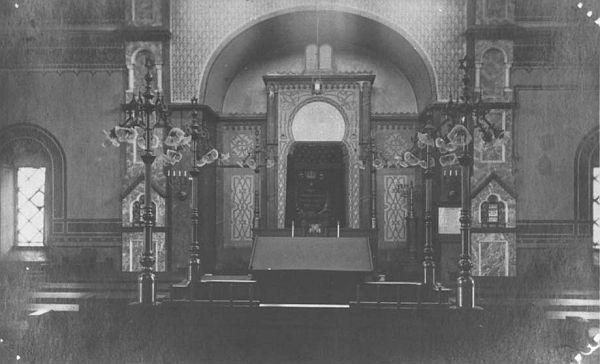
Innenansicht der Synagoge mit Blick zum Toraschrein

Beim Novemberpogrom 1938 wurde die neue Synagoge von 1864 in Brand gesetzt und brannte völlig aus; später sprengte eine Pioniereinheit der Wehrmacht die Ruinen. Das Jüdische Gemeindehaus mit der Schule in der Elisabethenstraße 8 blieb verschont; es wurde wenig später als HJ- und BDM-Heim zweckentfremdet. 1956 übernahm der Volksbildungskreis das Haus (später Volkshochschule). SA-Trupps plünderten teilweise jüdische Geschäfte. Die jüdischen Männer wurden verhaftet und in das KZ Buchenwald verschleppt.
Am 10. Juni 1942 wurden 26 als Juden verfolgte Menschen von Bad Homburg nach Majdanek und Sobibor verschleppt. Die Gestapo Frankfurt organisierte die Aktion, an der Bad Homburger Landräte und der Bürgermeister teilnahmen. Die Gefangenen wurden wenige Tage zuvor über die bevorstehende Verschleppung informiert. Über Frankfurt ging die Deportation dann in Vernichtungslager. Keiner der 26 Gefangenen überlebte.
Im Zweiten Weltkrieg war die Stadt mehrfach Ziel von Luftangriffen alliierter Flugzeuge. Der schwerste Angriff erfolgte am 8. März 1945, als alliierte Verbände auf dem Rückflug ihre Restlast über der Kleinstadt entleerten. Eine schmale Bombenabwurfschneise zog sich etwa einen Kilometer durch die Innenstadt. Das Kurhaus Bad Homburg, das Mädchengymnasium, die Kaserne (heute Finanzamt), das alte Rathaus, das Amtsgericht (heute Stadtbücherei) sowie viele Wohn- und Geschäftshäuser wurden zerstört oder stark beschädigt. Der militärisch nutzlose Bombenangriff forderte 33 Todesopfer unter der Zivilbevölkerung. Am 30. März 1945 rückten amerikanische Truppen kampflos in die Stadt ein.
Während der Kurbetrieb infolge der beiden Weltkriege jahrelang stark zurückging, nahm die Bedeutung der Stadt als Sitz von Behörden und Verwaltung zu. Hier befand sich zunächst die Residenz des Oberbefehlshabers der US-Streitkräfte und späteren Militärgouverneurs der US-amerikanischen Besatzungszone, General Lucius D. Clay. Auch der seit 1949 amtierende Hohe Kommissar John Jay McCloy wohnte hier. 1946 wurde Bad Homburg vor der Höhe Sitz der Verwaltungsstelle für Finanzen, einer bizonalen Behörde der Militärregierung. In der Folge richtete am 23. Juli 1947 der Wirtschaftsrat der Bizone zur Vorbereitung der Währungsreform die Sonderstelle Geld und Kredit ein, deren Leiter Ludwig Erhard wurde. Nach Gründung der Bundesrepublik blieben in Bad Homburg vor der Höhe die Bundesschuldenverwaltung (ab 2002 umbenannt in Bundeswertpapierverwaltung, seit 1. August 2006 Teil der Deutschen Finanzagentur), das Amt für Wertpapierbereinigung und das Bundesausgleichsamt. Im Bundesland Hessen gehörte Bad Homburg bis 1968 zum Regierungsbezirk Wiesbaden, seitdem zum Regierungsbezirk Darmstadt und ist seit dem 1. Januar 1972 Kreisstadt des Hochtaunuskreises.
Im 20. Jahrhundert wurde Bad Homburg zu einem bevorzugten Wohnsitz der Frankfurter Oberschicht.
Ende der 1960er Jahre kam es zu heftigen Auseinandersetzungen um den Erhalt der Altstadt. Deren Bausubstanz war in einem desolaten Zustand. Drei Viertel der Wohnungen verfügten über kein eigenes Bad. Seit 1965 wurde ein Abriss mit anschließender Neubebauung geplant. Das Hochhaus am Untertor sollte ein erster Schritt in diese Richtung sein. Gegen diese Planungen richtete sich der Protest der Interessengemeinschaft Rettet die Altstadt. Nachdem die Proteste in einer Bürgerversammlung im Jahr 1969 viel Zustimmung erhalten hatten, wurde die Planung geändert. Anstelle von Neubauten wurde nun die Sanierung zum Ziel gesetzt. Für das Sanierungsprogramm gewann Bad Homburg 1978 einen städtebaulichen Preis. In den 1980er Jahren wurde die Altstadt durch das Städtebauprogramm des Bundes mit 34,2 Millionen DM gefördert.

## Einwohnerentwicklung
- 1542: ca. 250 Einwohner
- 1599: 00.138 Bedezahler
- 1713: 01.255 Einwohner
- 1750: 00.572 Familien
- 1817: 03.382 Einwohner
- 1830: 04.044 Einwohner
- 1852: 05.316 Einwohner
- 1865: 07.141 Einwohner (dazu 225 Militärpersonen)
- 1875: 08.237 Einwohner
- 1890: 08.863 Einwohner
- 1900: 09.574 Einwohner
- 1910: 14.300 Einwohner (ab hier mit Kirdorf)
- 1925: 16.325 Einwohner
- 1933: 16.840 Einwohner
- 1939: 21.622 Einwohner
- 1946: 24.714 Einwohner
- 1950: 32.714 Einwohner
- 1961: 37.340 Einwohner
- 1970: 41.598 Einwohner
- 1981: 51.198 Einwohner
- 2020: 54.092 Einwohner